# Domnișoarele din Wilko (film)
Domnișoarele din Wilko (în poloneză Panny z Wilka) este un film psihologic polono-francez din 1979, regizat de Andrzej Wajda, care ecranizează nuvela omonimă a lui Jarosław Iwaszkiewicz, publicată pentru prima oară în anul 1933. Acest film este a doua adaptare cinematografică a unei opere literare a lui Iwaszkiewicz pe care a realizat-o Wajda, după Pădurea de mesteceni (1970). Povestea este impregnată de sentimentul nostalgiei și de tema trecerii ireversibile a timpului.
Acțiunea filmului are loc în Polonia în perioada interbelică. Personajul principal, Wiktor Ruben (Daniel Olbrychski), este un bărbat în vârstă de aproape 40 de ani, afectat de moartea subită a unui prieten și plictisit de viața monotonă de la o fermă din apropierea Varșoviei. Sfătuit de medic, Wiktor își ia un concediu de odihnă și merge în zona unde a copilărit, unde vizitează ferma rudelor sale (interpretate de Zofia Jaroszewska și Tadeusz Białoszczyński) din Rożków și moșia vecină de la Wilko. Cu cincisprezece ani mai devreme, chiar înainte de izbucnirea Primului Război Mondial, el cunoscuse acolo șase tinere surori: una dintre ele a murit între timp, iar celelalte cinci sunt acum femei mature (Anna Seniuk, Maja Komorowska, Krystyna Zachwatowicz, Stanisława Celińska, Christine Pascal). Ruben află că toate cele șase surori de la Wilko l-au iubit, iar sosirea lui trezește acum amintiri și sentimente uitate și determină personajele să reflecteze cu privire la viața lor și la eșecurile suferite.
Ecranizarea nuvelei lui Iwaszkiewicz a reprezentat o provocare pentru cineastul Andrzej Wajda datorită tonului monoton al textului literar incomparabil cu dinamismul operelor literare adaptate anterior precum Ziemia obiecana (1974). În ciuda acestui fapt, filmul lui Wajda a fost primit favorabil de criticii de film din Polonia și din străinătate. Domnișoarele din Wilko a obținut premiul special al juriului la Festivalul Filmului Polonez de la Gdańsk și a fost nominalizat la premiul Oscar pentru cel mai bun film străin.

## Rezumat

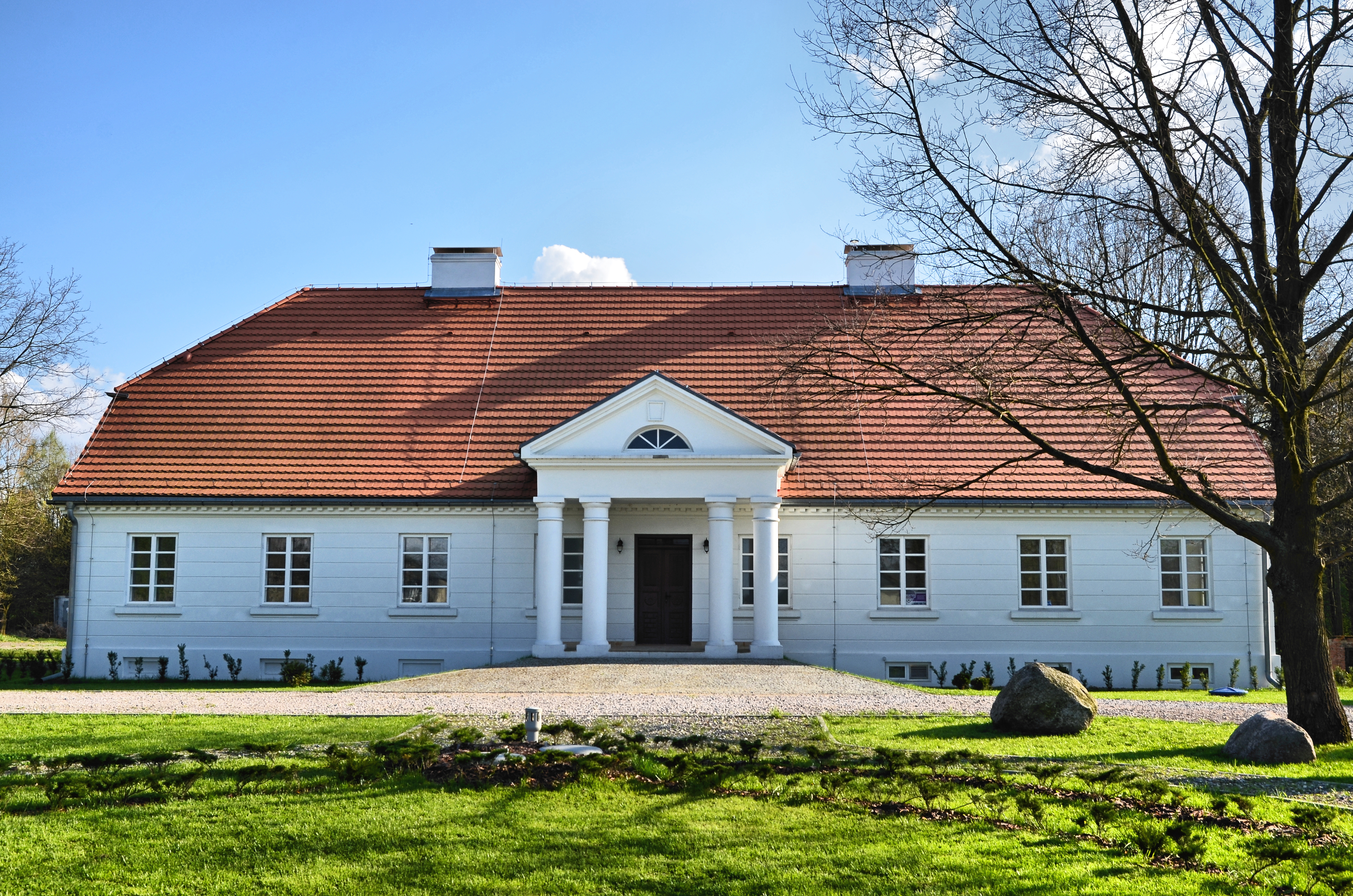
Conacul din Byszewy, în care a locuit Jarosław Iwaszkiewicz, a fost modelul clădirii de pe domeniul Wilko descrisă în carte și prezentată în film

Scriitorul Jarosław Iwaszkiewicz, autorul povestirii care stă la baza filmului, privește solemn la mormintele dintr-un cimitir și reflectează la viețile celor care nu mai sunt. La sfârșitul anilor 1920 Wiktor Ruben, administrator al unei ferme din apropierea Varșoviei, meditează cu privire la efemeritatea vieții în fața mormântului încă deschis al prietenului său, Jurek. Profund mâhnit și palid, el nu părăsește mormântul, deși era așteptat de preot, și leșină în cimitir. Gândurile negre nu-i dau pace, iar medicul care-l consultă îl convinge să-și ia câteva săptămâni de concediu și să meargă să se odihnească la țară.
Wiktor ia trenul către locul unde își petrecuse copilăria și primii ani ai tinereții și traversează râul cu bacul. Ajuns pe mal, este cuprins de nostalgie și, în loc să se îndrepte către Rożków, locul unde trăia unchiul său, face un popas pe moșia Wilko. Wiktor este întâmpinat acolo de cinci surori (Julcia, Jola, Kazia, Zosia și Tunia), care veniseră să-și petreacă vacanța de vară la Wilko și care-l recunosc, deși au trecut 15 ani de când le văzuse ultima oară. Toate surorile, cu excepția mai tinerei Tunia, se căsătoriseră, dar nici una dintre ele nu era fericită. Julcia este căsătorită cu administratorul moșiei, un bărbat grosolan care pare descins din scrierile lui Cehov, Jola este căsătorită cu un om de afaceri din Varșovia, care îi scrie scrisori concepute după modelul adreselor oficiale, Zosia este soția unui diplomat care este plecat mai tot timpul în delegații, în timp ce Kazia este divorțată. Singura care lipsea era Fela, care, după cum află Wiktor, murise cu mulți ani mai înainte, sinucigându-se după plecarea lui. După ce le salută pe cele cinci femei, Ruben se îndreaptă către casa unchiului său, unde intenționa să rămână în cele trei săptămâni recomandate de doctor.
În dimineața următoare Tunia, cea mai tânără dintre cele cinci surori, sosește la Rożków, aducând niște conserve, dar fiind interesată de fapt să-l vadă pe Wiktor. După un mic dejun liniștit, bărbatul vizitează conacul din Wilko, dar Julcia, Jola, Kazia și Zosia par să-l ignore, așa că merge să se plimbe cu Tunia și ajunge la mormântul Felei. În cursul nopții, copleșit de atmosfera sumbră din casă și neputând să doarmă, Wiktor poartă o discuție cu unchiul său cu privire la esența fericirii. Jola trece în vizită a doua zi pe la conacul de la Rożków, invitându-l pe Wiktor și pe rudele sale la petrecerea organizată în cinstea mamei lor. Wiktor nu se simte confortabil și o întreabă pe Jola despre bărbații care obișnuiesc să o viziteze la conac, făcând-o pe femeie să-l întrebe dacă o iubește. Neprimind niciun răspuns, Jola îi spune că el continuă să aibă o autoritate morală asupra ei și apoi se plimbă prin curtea fermei până când Kasia și Zosia sosesc cu o trăsură pentru a o aduce înapoi la Wilko.
În timpul petrecerii, Wiktor este întrebat de soțul Jolei cum își petrece timpul la fermă și răspunde că obișnuiește să se plimbe, să citească și să doarmă. La sugestia soțului Jolei că moșia Wilko îi face pe oameni să mediteze asupra vieții, Jola reacționează printr-un râs isteric. Wiktor părăsește jenat sala de mese și, după ce asistă întâmplător la mustrarea Kaziei de către soțul Julciei din cauza costului excesiv al petrecerii, află de la aceeași Kazia că toate surorile au fost îndrăgostite pe vremuri de el, mai ales Fela. Concluzia tristă a acestei conversații este că Wiktor a fugit de dragoste ca un laș. O stare de tensiune sexuală plutește în aer, iar toate cele cinci femei par să-l dorească pe Wiktor într-o măsură mai mare sau mai mică. Bărbatul este disperat să-și regăsească fosta tinerețe: își mărturisește dragostea pentru Julcia, încearcă să o sărute pe Tunia, discută despre sentimentele sale cu Kazia și Zosia și apoi face dragoste cu Jola, pe care o întâlnise la mormântul Felei.
Wiktor înțelege în cele din urmă că nu-și mai poate reface trecutul și îl anunță pe unchiul său că vrea să plece. Surprins de veste, bătrânul leșină și apoi îi mărturisește nepotului că moartea sa este iminentă. Wiktor merge apoi la Wilko pentru a-și lua rămas bun de la cele cinci surori, dar întâlnește reacții mai mult indiferente. În timp ce el pleacă Tunia încearcă să se împuște, dar nu este rănită grav. Nemaifiind capabil de dragoste, Wiktor părăsește satul și urcă în tren pentru a se întoarce acasă. În compartimentul trenului îl observă pe Iwaszkiewicz, care îi zâmbește.

## Distribuție
Sursă: FilmPolski.pl
- Daniel Olbrychski – Wiktor Ruben[30][31][32]
- Anna Seniuk – Julcia[30][31][32]
- Christine Pascal – Tunia[31][32][33] (voce dublată de Aleksandra Jasieńska)
- Maja Komorowska – Jola[30][31][32]
- Stanisława Celińska – Zosia[30][31][32]
- Krystyna Zachwatowicz – Kazia[31][32][34]
- Zofia Jaroszewska – mătușa lui Wiktor[31][32][33]
- Tadeusz Białoszczyński – unchiul lui Wiktor[31][32][33]
- Paul Dutron – soțul Jolei[32][33] (voce dublată de Stanisław Zaczyk)
- Zbigniew Zapasiewicz – Kawecki, soțul Julciei,[32][33] administratorul moșiei[21]
- Joanna Poraska – mama surorilor[32][33]
- Andrzej Łapicki – medicul din Stokroci[32][33]
- Kazimierz Orzechowski – preotul din Stokroci[33]
- Andrzej Szenajch – invitatul Jolei de la Varșovia[33]
- Andrzej Grzybowski – ofițer, invitatul Jolei de la Varșovia[33]
- Kazimierz Brodzikowski – majordomul de la Wilko[35]
- Witold Kałuski – vizitiul de la Wilko[33]
- Krystyna Wolańska – slujnica de la Wilko[33]
- Małgorzata Wachnicka – Kicia, fiica Julciei[33]
- Anna Wachnicka – Fela, fiica Julciei[33]
- Filip Jasieński – Antoś, fiul Kaziei[33]
- Jarosław Iwaszkiewicz – el însuși[36]

## Producție

### Scenariu

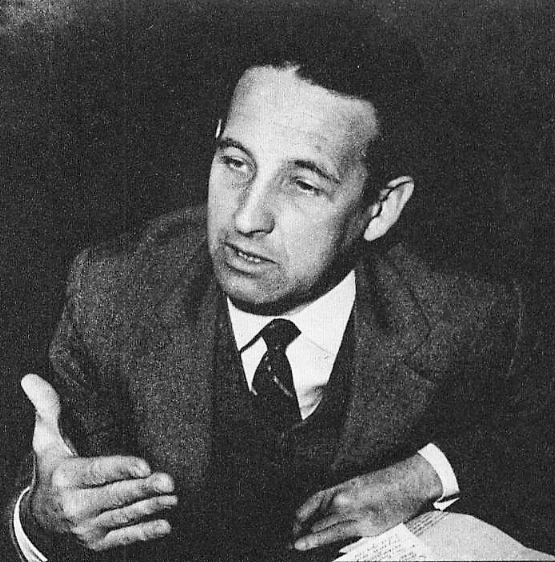
Andrzej Wajda în 1978

Primele zvonuri conform cărora Andrzej Wajda ar intenționa să adapteze nuvela „Domnișoarele din Wilko” (1933) a lui Jarosław Iwaszkiewicz (1894-1980) au apărut după premiera de succes a filmului Pădurea de mesteceni (1970), ecranizare a nuvelei omonime a aceluiași autor. Cu toate acestea, Wajda a început să pregătească realizarea filmului Domnișoarele din Wilko abia după încheierea lucrului la filmul politic Omul de marmură (1976), justificând această schimbare de direcție prin necesitatea „derutării adversarului și a părăsirii scenei pasiunilor politice”. De fapt, după cum a mărturisit ulterior cineastul, nu a fost niciodată foarte interesat să aducă chestiuni politice pe ecranul cinematografic și a căutat împlinirea în artă.
Nuvela lui Iwaszkiewicz a fost adaptată de Zbigniew Kamiński, colaboratorul lui Wajda în cadrul studioului Zespół Filmowy „X” pe care-l conducea. Adaptarea celor 70 de pagini era diferită de textul original în privința mai multor întâmplări și detalii, dar reflecta realitatea și atmosfera povestirii lui Iwaszkiewicz. Scenariul a fost aprobat în iulie 1978. Pe baza acestui scenariu, regizorul Wajda și operatorul Edward Kłosiński au pregătit decupajul cinematografic (scenariul regizoral). Ei au introdus trei flashback-uri absente în scenariul lui Kamiński, care erau planificate să fie prezentate în film ca vise ale lui Wiktor. În acest sens s-a luat în considerare interpretarea de către actori a rolurilor acelorași personaje (Ruben și domnișoarele) la vârsta mai tinere. Cu toate acestea, regizorul a renunțat în cele din urmă la flashback-uri, considerând că personajele ar trebui doar să vorbească despre trecut. În film a apărut doar instantaneul cu Fela din primul flashback al decupajului. Cu puțin timp înainte de începerea filmărilor au fost incluse câteva scene care nu se aflau nici în scenariul original și nici în decupaj: apariția lui Iwaszkiewicz în film, traversarea lacului cu bacul, conversația lui Wiktor cu unchiul său și disperarea Tuniei după plecarea lui Ruben. Realizatorii filmului s-au inspirat și din alte creații literare ale lui Iwaszkiewicz: povestirea autobiografică „Ogrody”, publicată cu patru ani mai devreme, și eseul „Sérénité”. A existat la un moment dat propunerea ca filmul să se numească Sérénité.
În ciuda faptului că Jarosław Iwaszkiewicz a fost de acord cu ecranizarea nuvelei sale, soția scriitorului, Anna Iwaszkiewicz (1897-1979), avea serioase îndoieli cu privire la posibilitatea reprezentării cinematografice a textului literar după cum i-a scris într-o scrisoare din 21 iulie 1978 prietenei sale, regizoarea de film Wanda Wertenstein: „Vă puteți imagina materia subtilă, supraexpusă, din care este făcută întreaga poveste, chiar și în mâinile celui mai bun regizor de film? M-am cutremurat chiar și numai la acest gând și la început, când Wajda a venit cu această propunere, am sperat că Jarosław nu va fi de acord, dar... el este întotdeauna de acord cu tot ce ar vrea cineva să facă cu operele lui”.

### Actori
Candidatul principal pentru rolul lui Wiktor Ruben a fost Daniel Olbrychski, care a jucat simultan în filmul germano-franco-polonez Toba de tinichea (1979) al lui Volker Schlöndorff. Rolurile surorilor din Wilko au fost oferite unor actrițe care apăruseră în filmele anterioare ale lui Wajda și care aveau deja experiență în colaborarea cu regizorul. Stanisława Celińska, care jucase anterior în filmul Krajobraz po bitwie (1970), a obținut rolul Zosiei prin intermediul directoarei de producție Barbara Pec-Ślesicka. Maja Komorowska a jucat rolul Jolei, păstrându-și același stil de joc mai ales în scena râsului isteric spontan din timpul mesei aniversare. Cea mai jenantă situație pentru Komorowska a avut loc în momentul filmării scenei sexuale a Jolei cu Ruben. După cum a afirmat Komorowska mai târziu, „nu mi-am dorit atât de mult această scenă, să ajung într-un pat, să mă gândesc cum se sărută, ce fac, cât de mult se dezbrăcă Jola”. Cu toate acestea, această scenă, asupra căreia Wajda a insistat atât de mult, a fost filmată în cele din urmă. Anna Seniuk, interpreta rolului Julciei, a primit indicația de la Wajda ca personajul ei să semene cu un fluture, așa că a jucat constant în acest mod. Scenografa Krystyna Zachwatowicz, soția lui Wajda, a primit rolul Kaziei.
În cursul pregătirii filmărilor, producătorul francez Tony Molière i-a propus Barbarei Pec-Ślesicka să participe la producție. Termenii contractului prevedeau participarea a doi actori francezi: Tunia a fost interpretată de Christine Pascal, iar soțul Jolei de Paul Dutron. Pascal, care nu înțelegea limba poloneză, a fost speriată pe parcursul filmărilor și s-a îmbătat adesea pe platoul de filmare. Vocile celor doi actori francezi au fost dublate în limba poloneză: dacă vocea lui Dutron a fost dublată de un actor polonez, cu o voce foarte asemănătoare, vocea Christinei Pascal a fost dublată în mod conștientă de o actriță cu voce de adolescentă. Sunetul postsincron al vocii Tuniei nu a fost încorporat perfect imaginilor și nu corespunde locului unde a avut loc filmarea, reverberând ca într-un spațiu închis.

### Filmări

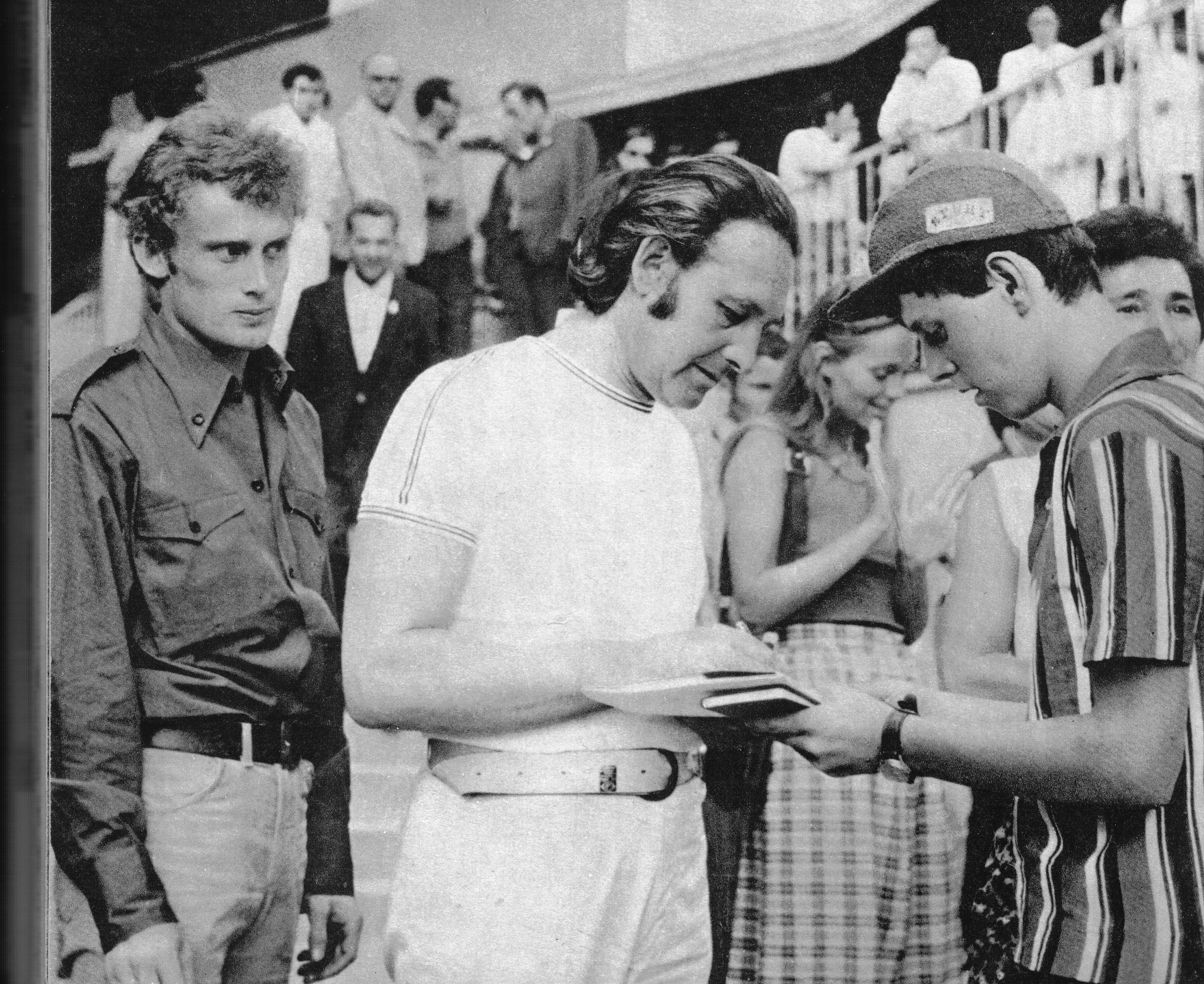
Daniel Olbrychski și Andrzej Wajda la începutul anilor 1970

Filmul a intrat în faza de producție în august 1978, filmările au debutat în a doua parte a lunii septembrie, iar Wajda a avut încă de la început probleme de adaptare la ritmul neobișnuit de muncă. În primele zile de muncă regizorul nu a reușit să filmeze nici măcar o singură secvență, din cauza apariției unui conflict între ritmul său alert de lucru și ritmul lent al povestirii. Filmele anterioare ale lui Wajda, Omul de marmură (1976) și Fără anestezie (1978), fuseseră realizate într-un ritm agitat, dar ecranizarea nuvelei lui Iwaszkiewicz necesita o abordare cu totul diferită. Starea de nervi a cineastului s-a prelungit până când soția sa, Krystyna, l-a făcut să înțeleagă că el continua să lucreze într-un ritm rapid specific unui film politic, care se bazează pe acțiune, în timp ce acum urma să ecranizeze o poveste mai lentă. Prin urmare, directorul de imagine Edward Kłosiński a propus filmarea la început a secvențelor mai dinamice în care apărea Olbrychski. Activitatea a început să se deruleze într-un mod mai natural, permițându-i cineastului să contemple peisajul rural, să surprindă activitățile gospodărești zilnice și să studieze atent fețele personajelor feminine.
Inițial, Wajda s-a gândit să filmeze în curtea conacului din Byszewy, de pe valea râului Moszczenica, care era prototipul conacului de pe domeniul Wilko. Iwaszkiewicz a locuit acolo în 1911, 1912 și 1914, ca meditator al celor cinci frați ai colegului său, Józef Świerczyński (1893-1940). Regizorul, împreună cu echipa de producție și cu scriitorul, a călătorit la Byszewy pentru a explora locurile, dar starea de conservare a conacului era atât de proastă încât au trebuit să renunțe la ideea de a filma acolo și au fost nevoiți să caute un alt loc. Scenograful Allan Starski a găsit un domeniu potrivit cu un conac din lemn în satul Radachówka din apropierea orașului Garwolin (voievodatul Mazovia). Starski a susținut că acel domeniu era un loc ideal nu numai datorită arhitecturii specifice, ci și pentru că era încă locuit de proprietarii de dinainte de război (familia Szlenkier) și pentru că „mocnea de viață”. După efectuarea unor lucrări de reamenajare și adaptare, proprietatea din Radachówka a fost pregătită pentru filmări. Casa unchiului din Rożków era o fermă rurală veritabilă aflată în apropierea Varșoviei, care fusese înființată în 1830.
Traversarea râului cu bacul a fost filmată la sfârșitul toamnei pe râul Bug în orașul Drohiczyn (voievodatul Podlasia) din estul Poloniei, într-un loc pe care Daniel Olbrychski i-l arătase regizorului. Bacul trebuia să găzduiască inițial o conversație între Wiktor și Jola în timpul unei călătorii călare, dar caii nu au sosit la timp, iar Wajda a luat decizia să schimbe secvența pentru a transforma bacul într-un mijloc de transport pentru o călătorie în timp. Iwaszkiewicz apare de trei ori în film: în prolog, în mijlocul filmului, atunci când se plimbă prin parc, și în ultima scenă, având rolul unui narator ascuns și apropiind publicul de întâmplările reprezentate.
Wajda i-a cerut inițial compozitorului Stanisław Radwan să compună muzica filmului. Cu toate acestea, Radwan nu a reușit să-și îndeplinească angajamentul și a sugerat alegerea melodiei Pieśni kurpiowskie a lui Karol Szymanowski (1882-1937) ca muzică de fundal. Mai târziu s-a dovedit
că, în timpul scrierii nuvelei, Iwaszkiewicz a ascultat această melodie, pe care a compus-o un etaj mai jos Szymanowski, vărul său îndepărtat.
Filmul a fost produs de companiile Zespół Filmowy „X”, Pierson Productions și Les Films Molière (Paris). Durata filmului este de 116 minute.

## Analiză și interpretare
Filmele realizate de Wajda în anii 1970 s-au caracterizat printr-o „adevărată expansiune a artelor plastice”, care a contribuit la crearea unor metafore artistice și a devenit subiect de analiză comparativă. Tema principală a filmului Domnișoarele din Wilko este trecerea ireversibilă a timpului, văzută din perspectiva unui om care simte apropierea morții. Filmologul Seweryn Kuśmierczyk a identificat în acest film mai multe elemente simbolice. Oglinda care apare în prolog semnifică sondarea sufletului și reflectarea amintirilor, în timp ce lumânările reflectă curgerea vieții. După o scenă scurtă ce prezintă celebrarea zilei morților, acțiunea se mută în cimitir, unde are loc înmormântarea lui Jurek. Wiktor Ruben își ia rămas bun de la prietenul său și își pierde cunoștința pentru scurt timp, ajungând simbolic la granița dintre viață și moarte. Ideea morții continuă să-l obsedeze pe Ruben, așa cum reiese din discuțiile cu preotul și cu medicul, și i se recomandă un concediu de trei săptămâni pentru a-l îndepărta de ea.
Wiktor călătorește în locul unde și-a petrecut copilăria și primii ani ai tinereții și este nevoit să traverseze râul cu bacul. Traversarea râului poate fi o trecere simbolică a Styxului, râul care separă lumea celor vii de lumea celor morți. Filmarea acestei scene la sfârșitul toamnei a făcut ca traversarea râului să dobândească o semnificație mai profundă: pe malul de pe care se pleacă este toamnă târziu, iar pe malul celălalt, unde se află Wilko, încă mai este vară. Are loc astfel o ieșire din timpul liniar și o întoarcere pe un tărâm al tinereții. Acolo Wiktor îi regăsește pe unchii săi, care trăiesc precum Filemon și Baucis din mitologia greacă, așteptând sosirea morții. Discuția lui Wiktor cu unchiul său îl familiarizează pe musafir cu experiența bătrâneții și îi arată că viața fiecăruia a avut momente frumoase, care au fost conștientizate abia târziu, odată cu apropierea morții.
Trecerea pragului conacului din Wilko semnifică o călătorie în propriul trecut. Prezența acolo a lui Wiktor activează amintirea iubirii. Conversațiile purtate cu cele cinci femei îl fac să se împace cu ideea nerealizării în dragoste și să-și accepte propria soartă. Leșinul unchiului înaintea plecării lui Wiktor este o imagine aproape în oglindă a leșinului lui Wiktor în cimitir de la începutul filmului, vorbele adresate semănând între ele, dar fiind adăugată o frază care conține esența reală a șocului trăit anterior de personaj: „Nu vreau [ca moartea -n.n.] să mă ia pe neașteptate, vreau să fiu pe deplin conștient.”. La sfârșitul filmului Wiktor trece din nou râul și bea o înghițitură de apă (ce simbolizează trecerea râului Lethe și uitarea completă), întorcându-se la viața pe care o părăsise ca o persoană împăcată cu ideea inevitabilității morții. Filmul transmite spectatorilor o senzație de reverie melancolică prin reconstituirea minuțioasă a atmosferei unei epoci apuse și prin imaginile ușor ireale ale naturii filmate în stil impresionist.
Eliza Szybowicz a criticat, după mulți ani, Domnișoarele din Wilko dintr-o perspectivă feministă, considerând că filmul lui Wajda este o manifestare desăvârșită a sexismului, existent și în povestirea lui Iwaszkiewicz. Autoarea a observat că, în ciuda schimbării accentului (transformându-l pe Wiktor Ruben din narator, așa cum era în nuvelă, într-unul dintre personaje) și a „interpretării perfecte” a actrițelor din film există o distincție clară între manifestarea corporală feminină și manifestarea reflexivă masculină. Cu toate acestea, potrivit criticei literare poloneze sus-menționate, Domnișoarele din Wilko depășește cu mult, prin nostalgia sa proaspătă, nivelul artistic al lui Pan Tadeusz, un alt film „boieresc”.
Domnișoarele din Wilko a fost interpretat, de asemenea, interpretate în spiritul teoriei queer. Potrivit lui Sebastian Jagielski, există indicii în filmul lui Wajda care contribuie la descrierea personajului Wiktor prin prisma autobiografiei lui Iwaszkiewicz. Domnișoarele din titlul operei sunt, după opinia lui Jagielski, replicile feminine ale fraților Świerczyński, cu care Iwaszkiewicz a trăit în tinerețe, cunoscându-se înclinațiile sale homosexuale. În plus, scriitorul a fost cu adevărat încântat de Daniel Olbrychski, care a interpretat rolul lui Ruben.

## Lansare
Domnișoarele din Wilko a avut premiera oficială pe 4 septembrie 1979, iar o săptămână mai târziu filmul lui Wajda a fost inclus în competiția principală a ediției a VI-a a Festivalului Filmului Polonez de la Gdańsk. Juriul festivalului, condus de regizorul Jerzy Passendorfer, a distins filmul Domnișoarele din Wilko cu premiul special al juriului. Premiul individual pentru decoruri a fost acordat scenografilor Allan Starski și Maria Osiecka-Kuminek pentru activitatea desfășurată la acest film. Scriitorul Jarosław Iwaszkiewicz (1894-1980) a murit la 2 martie 1980, la șase luni de la premiera filmului.
Prima vizionare a filmului în Statele Unite ale Americii a avut loc la 11 octombrie 1979 la Lincoln Center, în cadrul celei de-a XVII-a ediții a Festivalului de Film de la New York. Versiunea difuzată în SUA a fost intitulată The Young Girls of Wilko și a avut subtitrare în limba engleză. La începutul aceluiași festival fusese prezentată în premieră și drama politică Fără anestezie (1978) a lui Wajda. Criticul Vincent Canby de la The New York Times a publicat o recenzie elogioasă în care a subliniat că filmul prezintă „relații extrem de complexe ce se dezvăluie în moduri subtile care nu sunt la îndemâna majorității cineaștilor” și a evidențiat interpretările „superlative” realizate de Daniel Olbrychski și de cele patru actrițe principale (mai ales interpretarea Christinei Pascal). A urmat lansarea filmului în Finlanda la 2 noiembrie 1979.
Domnișoarele din Wilko a fost lansat apoi în Republica Federală Germania la 9 mai 1980, în Danemarca la 26 august 1980 (cu ocazia Săptămânii Filmului Polonez), în Spania la 29 august 1980, în Italia în decembrie 1980 (la Festivalul de Film de la Porretta Terme), în Suedia la 27 martie 1981, în Ungaria la 10 noiembrie 1983, în Portugalia la 13 septembrie 1984 și în Republica Democrată Germană la 16 ianuarie 1987.

## Aprecieri critice
Filmul lui Wajda a avut parte de un răspuns critic pozitiv: Jerzy Płażewski a afirmat în revista Kultura că regizorul „până acum a fascinat, a șocat și a încântat. Dar de această dată m-a emoționat”. După cum a scris Aleksander Jackiewicz în ziarul Życie Warszawy „motivul caracterului tranzitoriu al vieții este mai vizibil în filmul lui Wajda decât în povestirea originală. [...] Lucrurile abia sugerate de narațiune, flashback-urile sau părțile descriptive ale poveștii trebuiau să ajungă în prim plan în film. În mod similar, personajele literare trebuiau să devină oameni cu carne și sânge. [...] Domnișoarele din Wilko a ajuns să simbolizeze toate fetele pe care le-am iubit cândva și care ni se par, atunci când le întâlnim din nou după mulți ani, schimbate atât de enigmatic încât sunt aproape de nerecunoscut”.
Barbara Mruklik a scris în revista Kino că, într-un mod uluitor pentru un critic literar, „a fost păstrat stilul, spiritul și atmosfera emoțională din povestirea lui Iwaszkiewicz”. Această atmosferă tristă de factură cehoviană este evocată de imaginile încărcate de erotism și de nostalgie ale lui Edward Kłosiński. Criticul de film Bolesław Michałek a susținut că Domnișoarele din Wilko oferă „o imagine tristă în splendoarea sa, dar nu disperată, a unei vieți irosite și a aspirațiilor neîmplinite, adică, pe scurt, a eșecului existențial”. În studiul dedicat operei lui Andrzej Wajda, pe care l-a publicat în limba engleză, cercetătoarea specializată Janina Falkowska a scris că în acest film „Wajda excelează în reprezentarea peisajului polonez în toată liniștea și măreția sa”, la fel ca în Pădurea de mesteceni, și a subliniat că Domnișoarele din Wilko este recunoscut pe scară largă drept una dintre cele mai frumoase și mai mature creații ale cineastului polonez.
Calitățile artistice ale ecranizării l-au impresionat și pe scriitorul Jarosław Iwaszkiewicz, care, după ce s-a întors de la proiecția filmului, a spus: „Nu mi-a plăcut filmul, dar de când l-am văzut încă mă mai gândesc la el. Presupun că este minunat și nu pot decât să-l accept și să-l strâng la piept”. În ciuda recenziilor elogioase, au existat însă și opinii mai rezervate, precum cea a filmologului Tadeusz Miczka care a susținut dezamăgit că „regizorul nu a folosit o cheie artistică uniformă care să fie esențială pentru înțelegerea straturilor mai profunde ale textului literar”.
În străinătate, Domnișoarele din Wilko s-a bucurat, de asemenea, de succes, obținând o nominalizare la premiul Oscar pentru cel mai bun film străin, dar a pierdut în fața coproducției Toba de tinichea a lui Volker Schlöndorff. Într-un articol publicat în The New York Times criticul american Vincent Canby a descris adaptarea nuvelei lui Iwaszkiewicz ca „o comedie neagră” care „lasă un sentiment fortifiant, aproape ca nou”, considerând-o „una dintre cele mai înțelepte și mai manierate comedii după o lungă perioadă”. Ted Shen de la Chicago Reader a recomandat filmul lui Wajda, pe care l-a descris ca o „poveste cehoviană dulce-amăruie” comparabilă cu creațiile lui Ingmar Bergman și cu Barry Lyndon (1975) al lui Stanley Kubrick. Criticii revistei Time Out au scris că „aceasta este cea mai puțin importantă [creație] a lui Wajda (realizată înainte de Omul de Fier și Danton), melancolică, elegiacă și seducătoare”. Filmul lui Wajda a fost, de asemenea, bine primit în Franța; criticii revistei Séquences au acordat filmului Domnișoarele din Wilko cinci note de „3” și o notă de „2”, potrivit unui sistem de notare în care nota 4 este nota maximă („fantastix”), iar nota 3 semnifica „magnifix” și nota 2 „sympathix”.
Enciclopedia cinematografică germană Lexikon des internationalen Films descrie astfel acest film: „Începutul anilor 1930: administratorul unei moșii poloneze, șocat de moartea unui prieten, merge la țară pentru a se relaxa. O vizită la moșia Wilko îl face să se confrunte cu femeile cu care fusese prieten în tinerețe și care îl iubiseră toate. După ce a încercat în zadar să-și trezească sentimentele de altădată, el se întoarce în cele din urmă la locul noii sale existențe. Portretul sensibil și ambiental al unei generații care a fost bulversată de război și acum, înainte de a începe să trăiască cu adevărat, nu vede decât despărțirea și moartea înaintea sa.”.

## Premii
Domnișoarele din Wilko a intrat în competiția pentru premiul Leul de Aur la Festivalul Filmului Polonez de la Gdańsk, dar a obținut doar premiul special al juriului și premiul pentru scenografie. A fost nominalizat în primăvara anului 1980 la Premiul Oscar pentru cel mai bun film străin al anului 1979, care i-a fost decernat filmului germano-franco-polonez Toba de tinichea (1979) al lui Volker Schlöndorff.
| Premiu                                   | Data ceremoniei | Categorie                        | Laureat/laureați                       | Rezultat     | Ref(s) |
| ---------------------------------------- | --------------- | -------------------------------- | -------------------------------------- | ------------ | ------ |
| Festivalul Filmului Polonez de la Gdańsk | 1979            | Leul de Aur                      | Andrzej Wajda                          | Nominalizare | [ 84 ] |
| Festivalul Filmului Polonez de la Gdańsk | 1979            | Premiul special al juriului      | Andrzej Wajda                          | Câștigat     | [ 84 ] |
| Festivalul Filmului Polonez de la Gdańsk | 1979            | Leul de Bronz pentru scenografie | Allan Starski și Maria Osiecka-Kuminek | Câștigat     | [ 84 ] |
| Premiile Oscar                           | 14 aprilie 1980 | cel mai bun film străin          | Andrzej Wajda                          | Nominalizare | [ 85 ] |